# 岐阜県道167号金原上西郷線
岐阜県道167号金原上西郷線（ぎふけんどう167ごう きんばらかみさいごうせん）とは、岐阜県本巣市と岐阜県岐阜市を結ぶ一般県道である。

## 概要

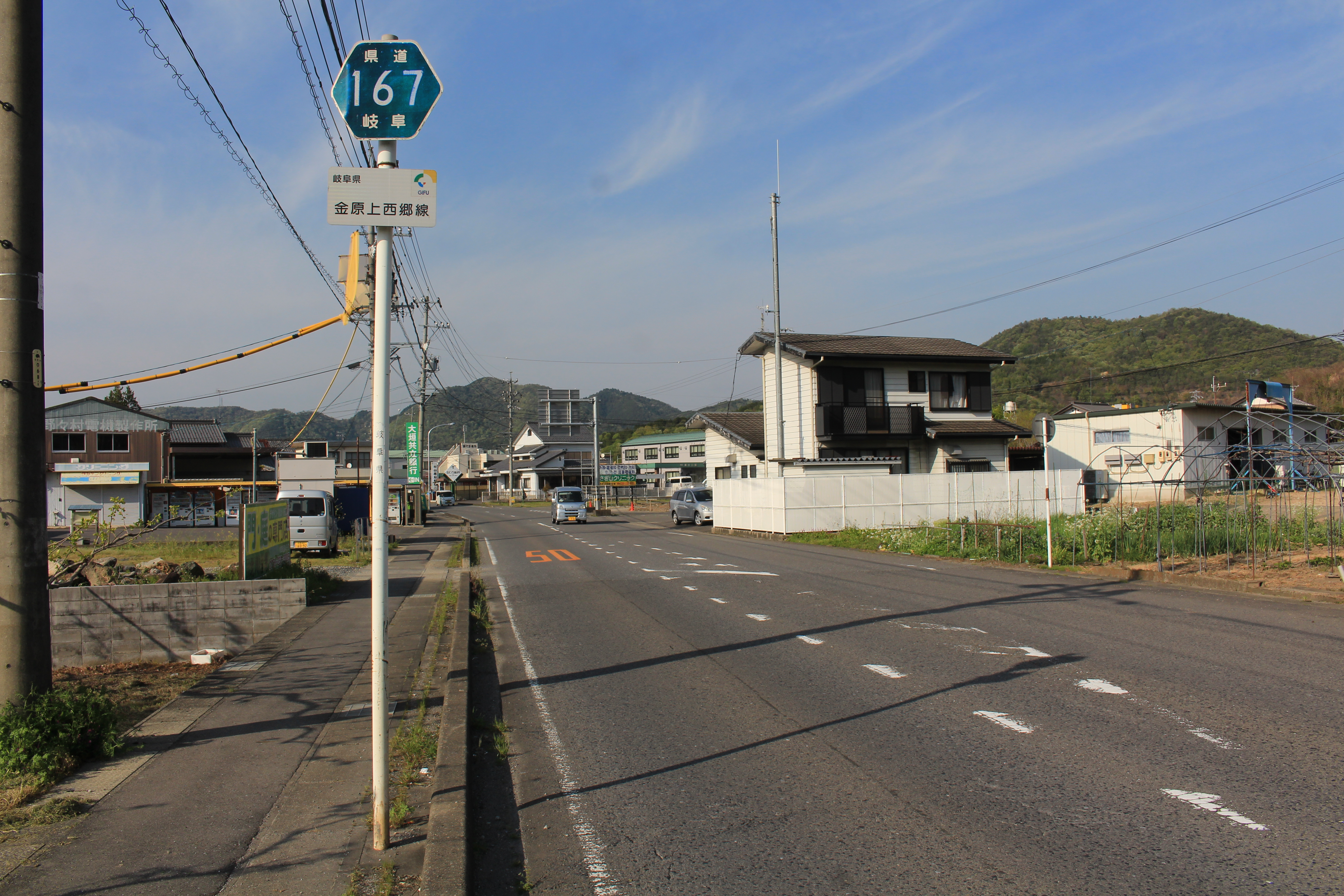
岐阜県道167号金原上西郷線の終点付近、岐阜市上西郷9丁目、上西郷犬塚交差点（岐阜県道78号岐阜大野線交点）

岐阜県本巣市金原の国道157号交点が起点。起点から岐阜市雛倉までは岐阜県道79号関本巣線と重複している。岐阜市雛倉からは板屋川（木曽川水系伊自良川支流）に沿って、本巣市との境付近をほぼ一直線に南に向かう。岐阜市上西郷9丁目の上西郷犬塚交差点（岐阜県道78号岐阜大野線交点）が終点。

### 路線データ
- 起点：岐阜県本巣市金原（国道157号交点）
- 終点：岐阜県岐阜市上西郷9丁目 上西郷犬塚交差点（岐阜県道78号岐阜大野線交点）

## 重複区間
- 岐阜県道79号関本巣線（本巣市金原 - 岐阜市雛倉）

## 通過する自治体
- 岐阜県
  - 本巣市
  - 岐阜市

## 主な接続道路
- 国道157号（本巣市金原）
- 岐阜県道79号関本巣線（岐阜市雛倉）
- 岐阜県道78号岐阜大野線（岐阜市上西郷9丁目 上西郷犬塚交差点）

## 周辺
- 掛洞プラント
- プラザ掛洞
- 岐阜市立網代小学校
- 岐阜市北西部体育館
- 岐阜刑務所